# Лужанский экспериментальный завод
Лужанский экспериментальный завод — предприятие пищевой промышленности в посёлке Лужаны Черновицкой области Украины.

## История
В соответствии с шестым пятилетним планом развития народного хозяйства СССР в 1958—1960 гг. в селении Лужаны была проведена реконструкция местного спиртового завода, производственные мощности которого были увеличены до 3 тыс. декалитров в сутки. Также на предприятии был создан цех по производству жидких и сухих кормовых дрожжей, к нему был проложен газопровод и заводская котельная была переведена на природный газ.
В 1966 году завод стал экспериментальной базой научно-исследовательского института спиртовой промышленности УССР, получил новое название (Лужанский опытный спиртзавод) и стал одним из передовых предприятий спиртовой промышленности СССР. В 1966 году завод произвёл 678 тыс. декалитров спирта и 76 тонн сухих кормовых дрожжей; в 1967 году — 742 тыс. декалитров спирта и 263 тонны сухих кормовых дрожжей.
Реконструкция предприятия привела к развитию населённого пункта, и в 1968 году Лужаны стали посёлком городского типа.
В целом, в советское время Лужанский опытный спиртзавод входил в число крупнейших предприятий посёлка и всего Кицманского района.
После провозглашения независимости Украины завод перешёл в ведение государственного комитета пищевой промышленности Украины и стал одним из крупнейших предприятий спиртовой промышленности на территории Украины.
В марте 1995 года Верховная Рада Украины внесла завод в перечень предприятий, приватизация которых запрещена в связи с их общегосударственным значением, в дальнейшем он был переименован в Лужанский экспериментальный завод.
После создания в июне 1996 года государственного концерна спиртовой и ликёро-водочной промышленности «Укрспирт», завод был передан в ведение концерна «Укрспирт».
В январе 2000 года Кабинет министров Украины разрешил заводу производство компонентов для моторного топлива, в июле 2000 года была утверждена государственная программа «Этанол», предусматривавшая расширения использования этилового спирта в качестве энергоносителя, и Лужанский спиртзавод (вместе с другими государственными спиртзаводами) был включён в перечень исполнителей этой программы.
В апреле 2002 года хозяйственный суд Черновицкой области возбудил дело о банкротстве спиртзавода.
В конце 2009 года на заводе была введена в эксплуатацию первая очередь установки по производству биогаза из послеспиртовой барды (мощностью 2,3 тыс. м³ биогаза в сутки), что составляло около 15 % от суточного потребления газа заводом.
В июле 2010 года государственный концерн «Укрспирт» был преобразован в государственное предприятие «Укрспирт», завод остался в ведении ГП «Укрспирт».
В январе 2019 года завод отключили от газопровода в связи с наличием просроченной задолженности за ранее поставленный природный газ.
20 ноября 2019 года завод был передан в управление Фонда государственного имущества Украины. 15 октября 2020 года Фонд государственного имущества Украины объявил о продаже предприятия на аукционе. 30 ноября 2020 года завод был продан за 21 млн. гривен.

## Деятельность
Предприятие производит технический этиловый спирт, органические спиртосодержащие растворители для флексографии, глубокой печати и других процессов полиграфии на основе обезвоженного флегмового компонента этанола, кислородосодержащую добавку к бензинам (биоэтанол), а также спиртосодержащую жидкость «Гамаюн» для автомобилей.